# Châtelain
Châtelain är en kommun i departementet Mayenne i regionen Pays de la Loire i nordvästra Frankrike. Kommunen ligger i kantonen Bierné som tillhör arrondissementet Château-Gontier. År 2022 hade Châtelain 464 invånare.

## Befolkningsutveckling
Antalet invånare i kommunen Châtelain
| Referens: INSEE |